# 해병대 제1사단 (대한민국)
해병대 제1사단(海兵隊 第一師團, 영어: The 1st Marine Division, 해룡부대)은 경상북도 포항시에 사단 본부를 두고있는 대한민국 해병대의 사단이다. 포항특정경비지역사령부는 사단장이 겸임하고 있다.

## 역사

### 한국 전쟁
흩어져 있던 대대급 부대들을 흡수하여1950년 12월 20일 해병대 제1연대로 창설되었다. 
1952년, 제1연대가 제5독립대대와 합병되어 제1전투단으로 재편성되었다.

### 휴전 이후
1954년 2월 1일, 제1전투단을 제1여단으로 증편하고, 이듬해 1955년 1월 15일에 사단급 제대로 증편하면서 제1상륙사단으로 정식 창설되었다. 3월 14일 미국 제1해병사단에게서 작전지휘권을 인수하였다. 1959년 2월 26일 예하 제1연대를 제1임시여단로 편성하여 김포반도에 주둔시켜 서부전선 및 수도권 방어를 수행하게 하였다. 3월 12일 경상북도 포항시로 이동하였다.
베트남 전쟁이 발발하여 1965년 제3차 파병 연장이 결의되어 해병대 사령부의 명령에 따라, 제2해병연대에 제11해병연대 예하 부대를 차출하여 여단으로 편성하고 청룡부대로 명명하였다. 1967년 1월 23일 제5해병여단과 교대한 제1임시여단이 제1해병사단으로 복귀하였다.
1987년, 사령부 재창설과 동시에 공식 부대표기를 "해병대 제1사단"으로 변경함과 동시에 제1사단장이 포항에 있는 군사적으로 가치가 있는 시설이나 국가 시설을 경비하는 사령부의 사령관을 겸임하도록 하고 있다.
2012년 4월 30일, 합동참모본부의 내부 감사로 중장이 지휘관인 부대에서만 위장대를 둘 수 있는 국군 규정을 이유로, 사단 의장대가 29년간의 활동을 마치고 해체되었다. 의장대원들은 경비대원으로 전환되었다.
2016년 3월 1일, 3,000명으로 구성된 24시간 내에 한반도 전역에 전개할 수 있는 신속대응연대를 창설하였다. 연대는 쌍룡훈련에 참가하였다.

### 연혁
- 해병대 제1연대: 1950년 12월 20일 ~ 1952년 10월 1일
- 해병대 제1전투단: 1952년 10월 1일 ~ 1954년 2월 1일
- 해병대 제1여단: 1954년 2월 1일 ~ 1955년 1월 15일
- 해병대 제1상륙사단: 1955년 ~ 1973년
- 해병대 제1사단: 1973년 ~ 현재

## 편성
1974년에 사단장 이동용 소장의 1사단 대대 특화 계획으로 각 보병연대의 기존 대대들이 공정, 상륙기습, 유격대대로 각각 전환되었다.
현재 1사단의 편성은 다음과 같다.
- 사단 본부
- 신속기동부대[5]
- 제2해병여단 "황룡선봉"
  - 제21공정대대 “기습공정”
  - 제22상륙기습대대 "황금박쥐"
  - 제23유격대대 "특수게릴라"
- 제3해병여단 "킹콩"
  - 제31공정대대
  - 제32상륙기습대대 "검은박쥐"
  - 제33유격대대
- 제7해병여단 "멧돼지"
  - 제71유격대대
  - 제72상륙기습대대 "기습박쥐"
  - 제73공정대대 "멧돼지"
- 제1해병포병여단 "불사조"
  - 제2해병포병대대 "선봉"
  - 제3해병포병대대 "포뿔소"
  - 제7해병포병대대 "불곰"
  - 제11해병포병대대 "아놀드"
- 신속대응여단 "제승부대"[6]
- 제1공병대대"황소"
- 제1상륙돌격장갑차대대"악어"
- 제1수색대대
- 제1전차대대 "백사자"
- 제1정보통신대대 "상어이빨"
- 제1항공대대
- 제1화생방대대

## 역대 사단장
| #  | 성명        | 취임일           | 이임일           | 참고         |
| -- | ----------- | ---------------- | ---------------- | ------------ |
| ?  | 김석범      | 1952년           | 1952년           |              |
| ?  | 김대식      | 1955년           | 1956년           |              |
| ?  | 김성은      | 1956년           |                  |              |
| ?  | 김동하      | 1958년           |                  |              |
| ?  | 김두찬      | 1960년           | 1961년           |              |
| ?  | 공정식      | 1961년           |                  |              |
| ?  | 최용남      | 1964년           |                  |              |
| ?  | 강기천      | 1964년           | 1966년           |              |
| ?  | 정광호      | 1966년           | 1966년           |              |
| ?  | 이병문      | 1969년           | 1970년           |              |
| ?  | 김연상      | 1971년           |                  |              |
| ?  | 이동용      | 1973년           |                  |              |
| ?  | 정태석      | 1975년           |                  |              |
| ?  | 정태석      | 1975년           |                  |              |
| ?  | 김정호      | 1977년           |                  |              |
| ?  | 최기덕      | 1979년           |                  |              |
| ?  | 성병문      | 1982년           |                  |              |
| ?  | 박구일      | 1984년           |                  |              |
| ?  | 최갑진      | 1986년           |                  |              |
| ?  | 조기엽      | 1988년           |                  |              |
| ?  | 전도봉      | 1994년           |                  |              |
| ?  | 장석고      | 1995년           | 1996년           |              |
| ?  | 이갑진      | 1996년           | 1997년           |              |
| ?  | 이철우      | 1997년           |                  |              |
| 35 | 소장 이상로 | 2004년           |                  | 해병대사령관 |
| 36 | 소장 이영주 | 2010년 6월 25일  | 2011년 11월 20일 | 해병대사령관 |
| 37 | 소장 전병훈 | 2011년 11월 21일 | 2013년 11월 3일  |              |
| 38 | 소장 황우현 | 2013년 11월 4일  | 2015년 4월 13일  |              |
| 39 | 소장 최창룡 | 2015년 4월 14일  | 2017년 9월 28일  |              |
| 40 | 소장 조강래 | 2017년 9월 28일  | 2019년 5월 10일  |              |
| 41 | 소장 김태성 | 2019년 5월 10일  | 2021년 4월 13일  | 해병대사령관 |
| 42 | 소장 김계환 | 2021년 5월 27일  | 2022년 6월 20일  | 해병대사령관 |
| 43 | 소장 임성근 | 2022년 6월 21일  | 2023년 7월 31일  |              |
| 44 | 소장 주일석 | 2023년 11월 7일  | 2024년 11월 26일 | 해병대사령관 |
| 45 | 소장 이호종 | 2024년 11월 26일 | 현재             |              |

여담으로 해병 중장 출신인 이봉출 전 해병장군이 1사단장을 부임 했었다는 설과 함께 그의 각인이 새긴 라이터 또한 발견되기도 하였다.

## 출신 인물
- 이인호 (수색중대장 복무)
- 이준섭 (소대장·중대장 복무)
- 김흥국
- 최정헌 (대한민국의 정치인)

## 사건 사고

### 민간인 승용차 해병대 무단침입 사건
2015년 2월 11일 민간인 승용차가 1사단을 무단침입하여 10여분간 부대 내를 마음대로 휘젓고 다닌 뒤 도주하는 사건이 벌어졌다. 해병대는 사단 위병소에서 그 무단침입차량를 제지하려 했으나 바로 뚫렸고, 그 후 부대는 비상상황을 내리고 경계태세에 돌입했지만 부대 내를 휘젓고 다니는 차의 위치를 파악 못하고 속수무책으로 있다가 서문 위병소에 다시 나타나 부대 밖으로 탈출하려 하자 해병대원들이 붙잡으려 했지만 결국 못잡고 다시 놓치고 말았다. 결국 해병대의 신고를 받은 수사기관이 CCTV를 분석하여 범인을 체포하였다.

### 뒤집힌 해병대 K-55 자주포… 2명 순직, 5명 부상
2016년 4월 포병연대 소속 K-55 자주포 1대가 전복되어 2명이 사망하고 5명이 부상을 입었다.

### 탄약고 폭발 원인
2018년 4월 27일 탄약고에 화재가 발생했다.다행히도 인명피해는 없으나,부대내 큰 피해가 갔다.

### 수해복구지원 일병 사망
2023년 7월 19일, 2023년 여름 한반도 집중호우 발생에 따른 경상북도 예천군에서 수색 작업을 하던 해병대 제1사단 신속기동부대 소속 채수근 일병이 급류에 휩쓸려 사망하였다.

## 같이 보기
- 진짜 사나이 - 해병대 제1사단에서 촬영한 기록이 있었다. (MBC 예능본부 제작)

## 참고
1. ↑  대한민국 해병대 공식 홈페이지 보관됨 2015-09-27 - 웨이백 머신 참조.
2. ↑  김수한 (2012년 5월 10일). “해병 ‘1사단 의장대’ 전격해체.. 역사 속으로”. 해럴드경제. 2016년 4월 10일에 확인함.
3. ↑  김재홍 (2016년 3월 20일). “해병대, 연대급 '신속기동부대' 편성 "유사시 北 침투"”. 2016년 4월 10일에 확인함.
4. ↑  정용수 (2016년 3월 20일). “해병대, 신속기동부대 '스파르탄 3000' 창설”. 중앙일보. 2016년 4월 10일에 확인함.
5. ↑  제1사단 예하 2개 여단이 번갈아가며 신속기동부대 임무를 수행함
6. ↑  해병대 제2 ,3, 7여단이 순환하여 임무를 맡음
7. ↑  이동휘 (2015년 2월 13일). “'뻥 뚫린' 해병부대…민간 차량이 10분간 부대 휘젓고 다녀”. 조선일보. 2015년 2월 13일에 확인함.
8. ↑  “또 뒤집힌 해병대 K-55 자주포… 2명 순직, 5명 부상 - 1등 인터넷뉴스 조선닷컴 - IssuePhoto”. 2018년 6월 21일에 확인함.
9. ↑  “해병대 1사단, 탄약고 폭발 원인 조사 착수”. 2018년 6월 21일에 확인함.
10. ↑  “예천서 실종된 해병대원, 14시간 만에 숨진 채 발견”. 2023년 7월 20일. 2023년 9월 6일에 확인함.
11. ↑  기자, 성지원 (2023년 8월 11일). ““윤석열 정부가 진상은폐” 野, 채수근 상병 사망사건 조사 맹공”. 2023년 9월 6일에 확인함.
12. ↑  “국방부 “고 채수근 상병 사망 사건, 조사본부로 이관””. 2023년 9월 6일에 확인함.
13. ↑  조선일보 (2023년 8월 3일). “해병대 수사단장 보직 해임... 국방부 ‘故채수근 상병 사건’ 은폐 의혹”. 2023년 9월 6일에 확인함.
14. ↑  “경북경찰청 "故 채수근 상병 사망사건 입첩 받아 수사 예정"”. 2023년 8월 13일. 2023년 9월 6일에 확인함.